# Nynäsbanan
Nynäsbanan är en järnväg mellan Älvsjö i Stockholm och Nynäshamn via bland annat Farsta strand, Handen och Västerhaninge. Nynäsbanan ingår i Trafikverkets järnvägsnät. Persontrafiken utgörs av Stockholms pendeltåg.

## Historik

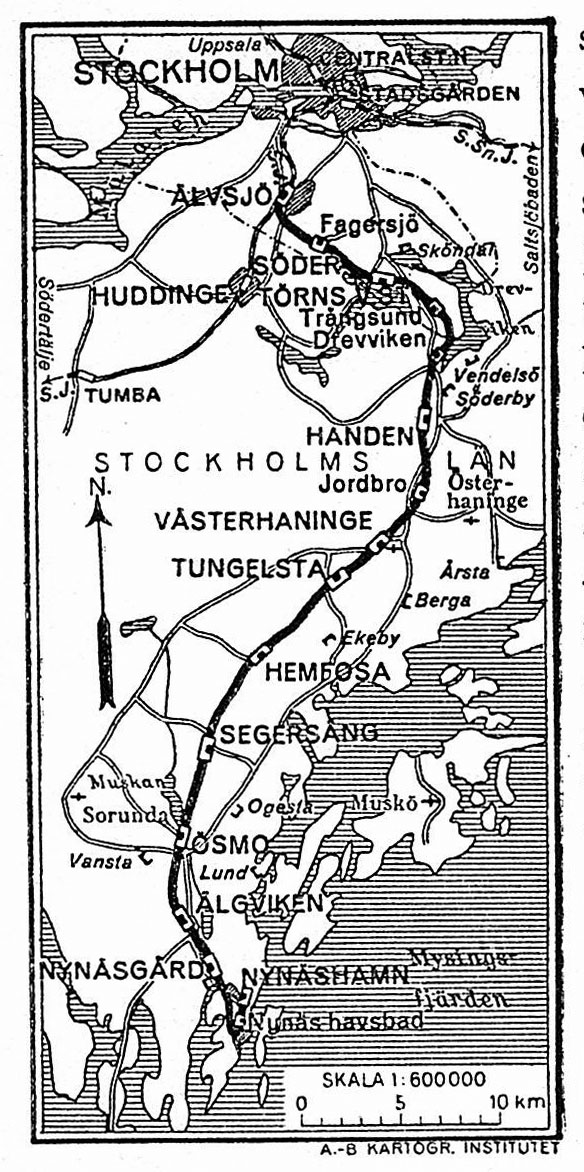
Stockholm-Nynäs Järnväg (SNJ) 1926.

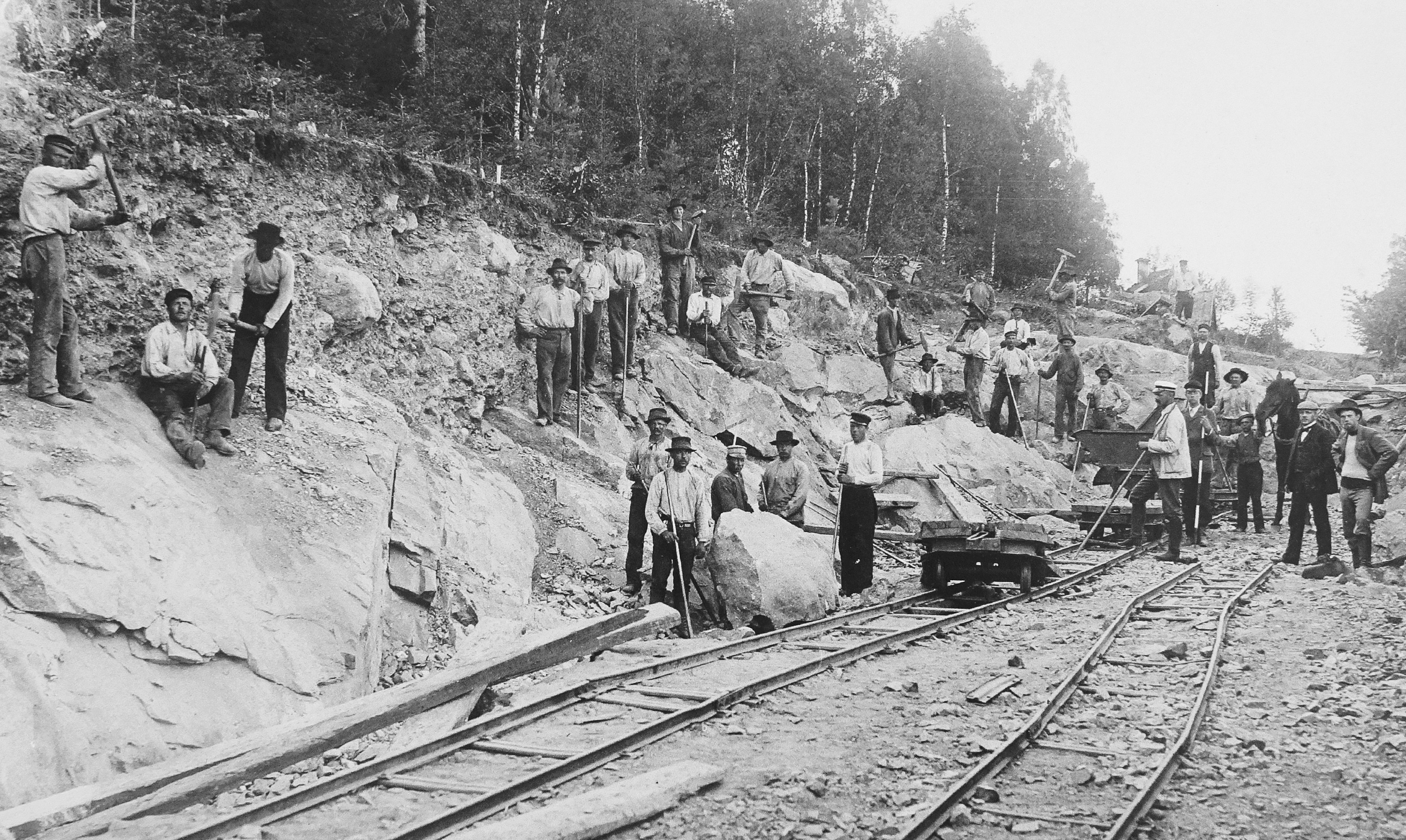
Anläggningsarbeten för Nynäsbanan kring sekelskiftet 1900.

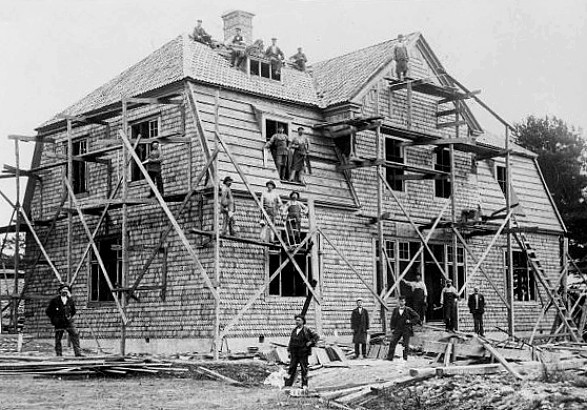
Stationshuset "Nynäshamn" under uppförande, 1900.

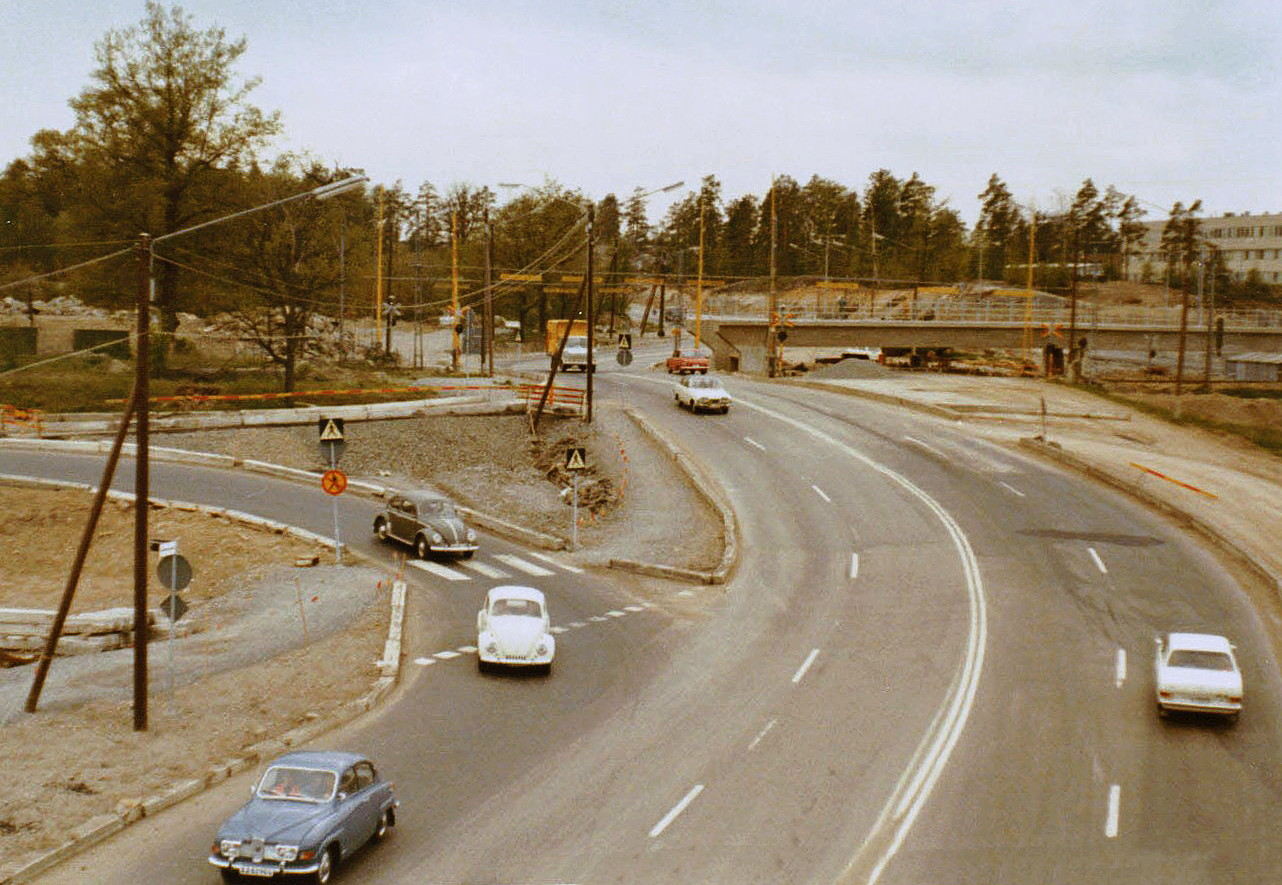
Planskild korsning med Huddingevägen under byggnad, 1971.

Redan på 1850-talet fanns tankar på att etablera Nynäshamn som en uthamn till Stockholm. Hårdast drevs frågan av löjtnant Herman Sandeberg, som 1856 gav ut Project till en jernväg mellan Stockholm och Nynäshamn. 1861 kom Om Nynäsbanan där han försökte framhäva den betydelse Nynäshamn skulle få för Södertörn i stort. 1864 lyckades han på privat väg samla in pengar för en undersökning av två alternativa linjer. Den ena vars tanke var att via kortaste sträckningen binda samman Nynäshamn med stambanan gick genom Ösmo, Sorunda, och Grödinge socknar. Det andra alternativet gick genom Ösmo, Västerhaninge och Botkyrka socknar till Flemingsberg vid stambanan. 1872 beviljades koncession på det andra alternativet. På grund av penningbrist kunde dock inget bygge påbörjas. Koncessionen överläts i stället på två ryssar, titulärrådet Pohitonov och löjtnanten Lukaschevitsch. Herman Sandeberg sålde även hamnområdet till ryssarna. De gjorde dock inga försök att starta projektet, utan försökte i stället sälja koncessionen vidare till brittiska intressenter för fyra gånger den summa de skulle betala Sandeberg. Det hela ledde till rättegång och efter förlikning blev Herman Sandeberg åter ägare till Nynäshamn. 1879 blev direktör A. Ljunggren ägare till Nynäshamn. Han satte sig i kontakt med kapitalister i Frankrike, i avsikt att skapa en fransk lyxkoloni i Nynäshamn. Intresset för projektet var dock svalt. I Stockholm fanns motstånd mot förslaget, då många där var rätta att Stockholms betydelse som hamn skulle minska om järnvägen byggdes. 1891 tog frågan om järnvägen upp igen. Nu föreslogs i stället en järnväg mellan Ösmo över Västerhaninge och Bollmora till Östervik på Saltsjöbanan. en här banan var främst tänkt som en lokalbana med mindre vikt på hamnens förbindelse med stambanan, och ingenting kom ut av planerna.
1892 blev Hjalmar Sjögren, ägare till Nynäs gård. Han hade förutom planer på själva järnvägen planer på byggandet av en villastad, badort, fullständig hamn och frihamn med ångbåtsförbindelser med lämplig rysk hamn med tågtrafik direkt till Sankt Petersburg. Koncession beviljades 25 november 1898 för två olika bandelar - dels mellan Nynäshamn och Stockholms stads gärns vid Liljeholmen, dels från stadsgränsen till Södra station. Samma år bildades järnvägsbolaget Stockholm-Nynäs Järnvägs AB. 1899 beslöt man att söka ändring i koncessionen i syfte att järnvägen skull dras fram mellan Drevviken och Magelungen till Älvsjö station. Bygget startade redan i november 1898.
30 man arbetade i början med järnvägsbyggandet, men arbetsstyrkan utökades efterhand. Under byggnadstiden kallades den Elfsjö-Nynäshamns jernväg. Arbetet fortskred utan större problem men försenades och fördyrades på grund av besvärliga markförhållanden. 13 juni 1901 skarvades banan ihop med SJ vid Älvsjö, och 28 december samma år öppnades banan för allmän trafik.
Omkring 1 000 man slet under tre år på banan. Då bedrevs trafiken av Stockholm-Nynäs Järnvägs AB. Stationshuset "Nynäshamn" var Nynäsbanans huvudstation och den var, liksom flera av Nynäsbanans stationsbyggnader, ritad av arkitekten Ferdinand Boberg. Bobergs stationshus längs med Nynäsbanan hade likartat utseende; trähus med gulmålade spånfasader och röda tegeltak. Lokstallet i Nynäsgård är även detta ritat av Boberg och är kopplat till banan genom ett stickspår vid stationen Nynäsgård. Lokstallet ägs sedan 1999 av en museiförening som bedriver museitrafik med materiel som tidigare användes på banan.
1 april 1903 övertogs trafiken av Stockholm-Nynäs Förlags- och Trafik AB, vilket den 1 oktober 1905 avlöstes av Trafik AB Stockholm-Nynäs. År 1932 återtogs trafikeringen av Stockholm-Nynäs Järnvägs AB, som hela tiden hade varit ägande bolag. Bolaget blev statligt ägt 1957, men banan införlivades med SJ först 1968.
Från 1 oktober 1909 fortsatte tågen till Stockholm C på Västra stambanan. Under den första tiden bedrevs trafiken med ånglok. Ett dieselelektriskt motorlok införskaffades 1936, och var tänkt att kompletteras med flera, men det visade sig inte leva upp till förväntningarna och fick arbeta ensamt, förutom tre motorvagnar som senare införskaffades. 1940 upphörde all motortrafik på banan på grund av bränslebristen. Under 1940-talet ersattes även stenkolen i ångpannorna med torv som bröts i Slätmossen för att lösa bränslebristen. 1946 återupptogs trafiken med motorvagnar, samtidigt som ångloken försågs med oljeeldning.
Nynäsbanan har successivt moderniserats genom eldrift som infördes 1 november 1962 och säkerhetssystemet ATC som infördes 1980. Den 1 januari 1967 tog AB Storstockholms Lokaltrafik (SL) över ansvaret för lokal persontrafik på järnväg inom Stockholms län och pendeltågstrafik infördes på Nynäsbanan 1973. Nynäsbanan har byggts om och byggts ut i flera steg i modern tid. Som en del av Dennisöverenskommelsen byggdes sträckan mellan Älvsjö och Västerhaninge ut till dubbelspår mellan 1993 och 1996.
Under åren 2007–2008 förlängdes plattformarna på stationerna söder om Västerhaninge vilket möjliggjorde för att fullängdståg kunde trafikera hela sträckan ner till Nynäshamn. Samtidigt invigdes en ny station i Nynäshamn, Gröndalsviken, som ersatte den tidigare stationen Nynäs havsbad. Stationerna Hemfosa och Segersäng fick mötesspår, vilket möjliggjorde ökad kapacitet och underlättade trafikeringen av den enkelspåriga sträckan. I december 2012 hade dubbelspår byggts fram till Tungelsta och i december 2016 var dubbelspår utbyggt till och med Hemfosa.
Mellan Hemfosa och Nynäshamn är det fortfarande enkelspår med mötesstationer vid Segersäng, Ösmo och Nynäsgård. Vid varje jämn kilometer står kilometerstolpar med avståndsangivelser som utgår från Nynäshamn. Vega återinvigdes den 1 april 2019 som hållplats (tidigare station), efter att ha lagts ner 1973, och är planerad att betjäna en stor utbyggnad av bostäder i området.
I samband med utbyggnaden av godshamnen Stockholm Norvik Hamn byggdes ett sidospår ut mot hamnen norrifrån, vilket stod färdigt i april 2020. Långsiktiga planer finns för utbyggnad till dubbelspår på hela sträckan till Nynäshamn.

## Trafikering
Från trafikstarten 1901 kördes tre tåg i vardera riktningen Nynäshamn–Stockholm. Restiden via Liljeholmen var cirka 2 timmar, banans högsta tillåtna hastighet var 30 km/timmen. Ny besiktning av banan skedde 1909 och därefter höjdes hastigheten till 90 km/t. På den tiden hade ingen annan privat järnväg så hög hastighetsgräns som Nynäsbanan.
I och med pendeltrafikens införande den 18 juni 1973 förkortades restiderna mellan Stockholm och Västerhaninge till 32 minuter och mellan Västerhaninge och Nynäshamn till 34 minuter.
Nynäsbanan trafikeras i huvudsak av Stockholms pendeltåg, men även av enstaka godståg till och från Jordbro och Norvik.

## Stationer i urval

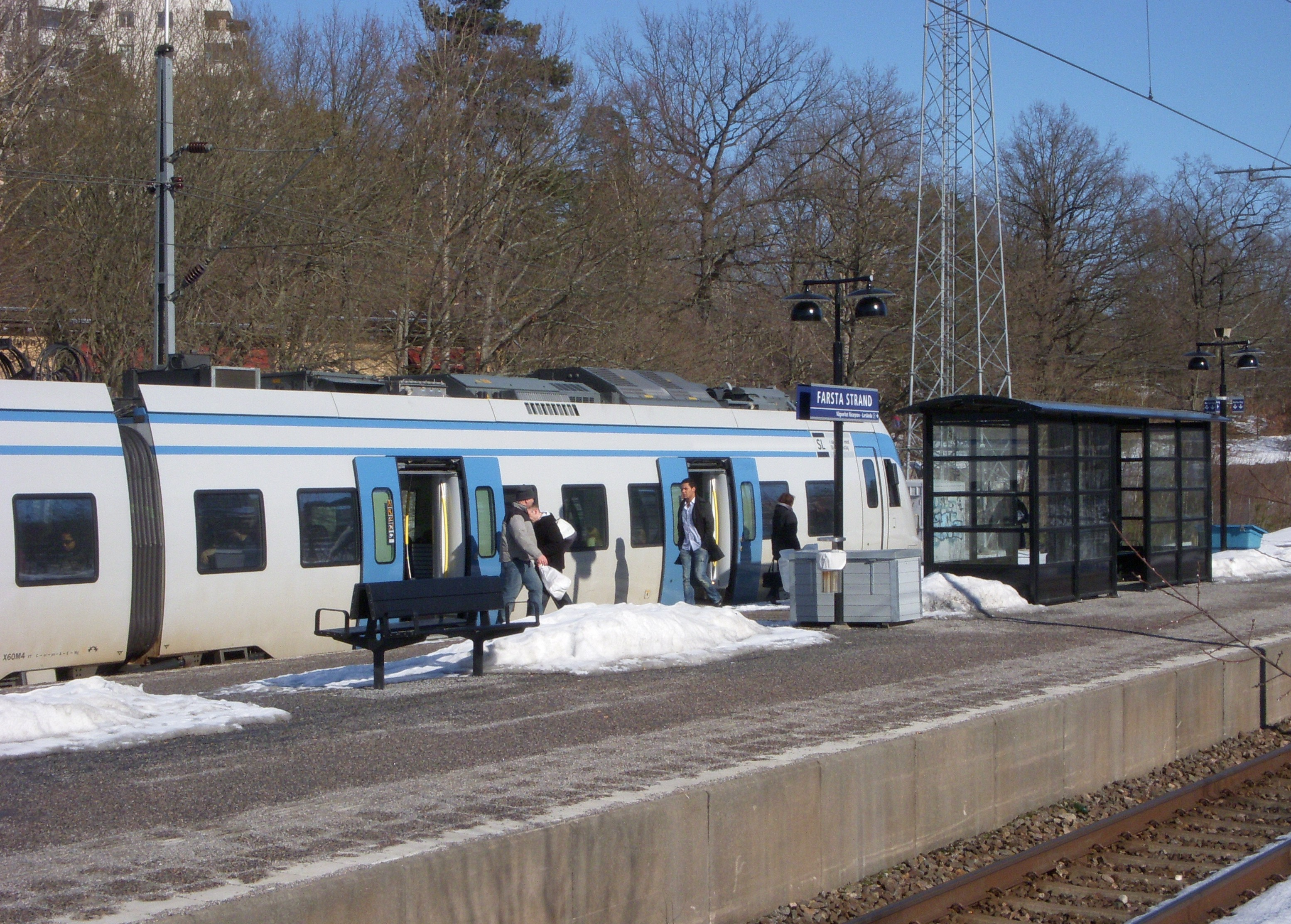
Farsta strand
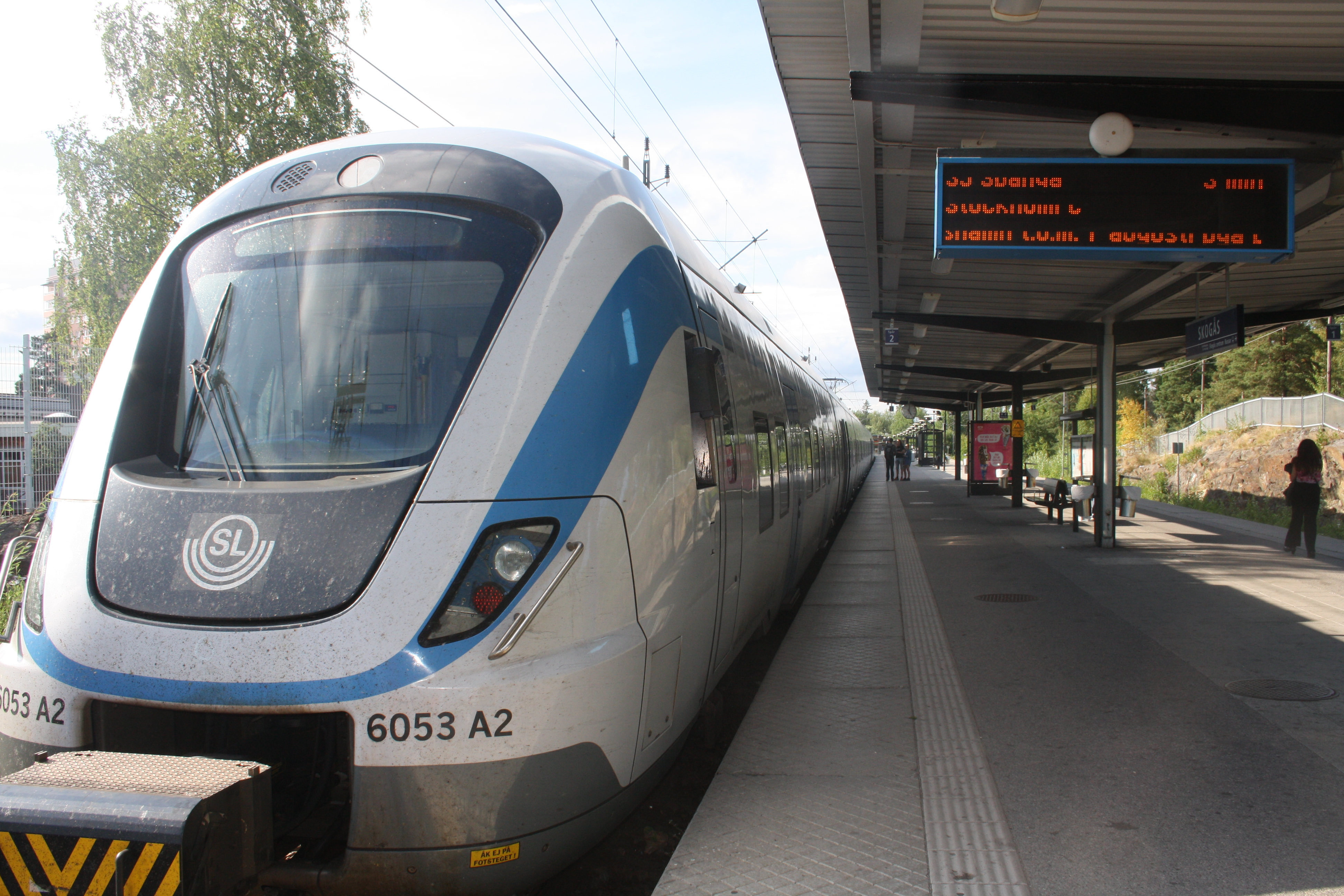
Skogås
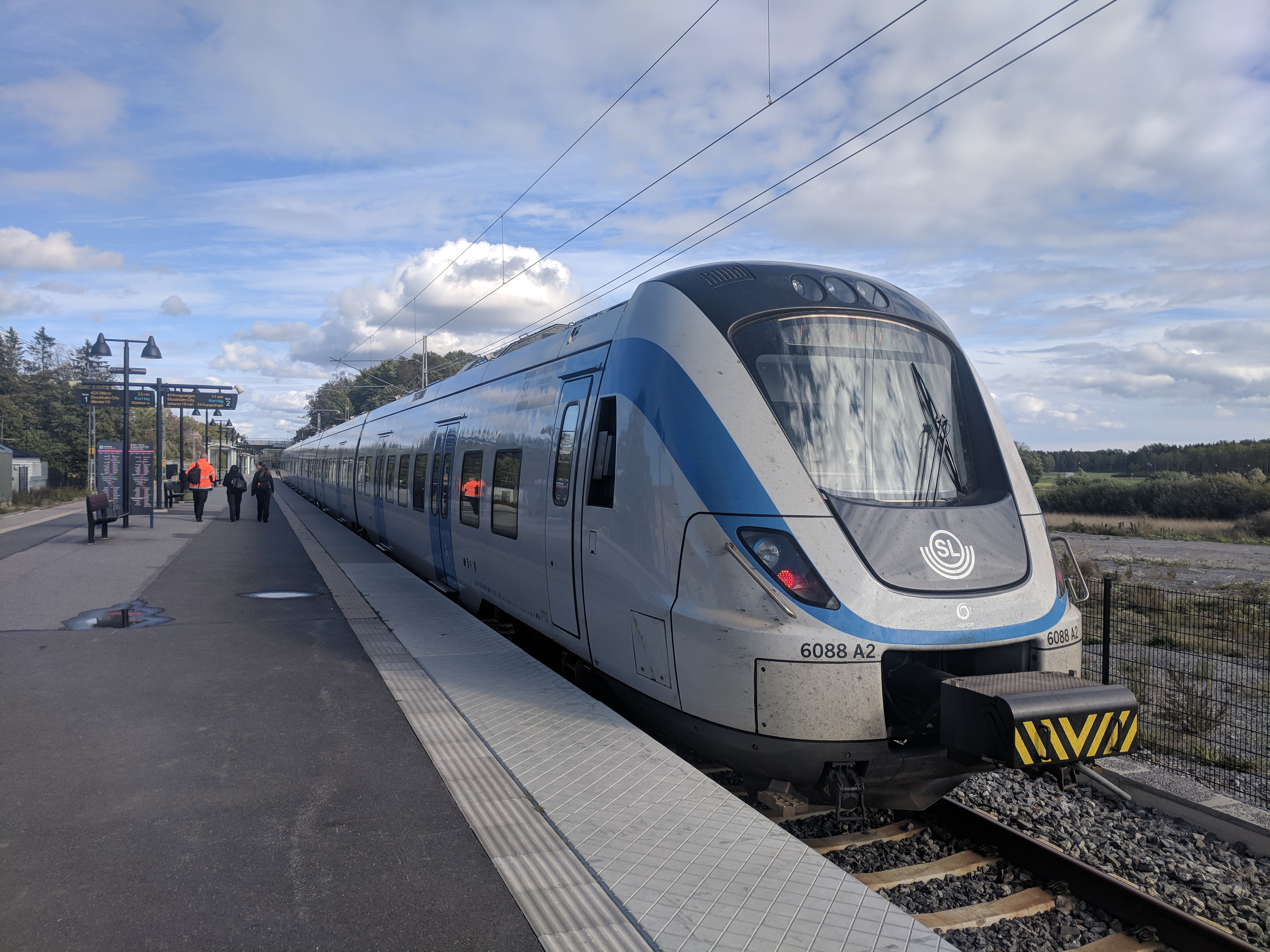
Tungelsta
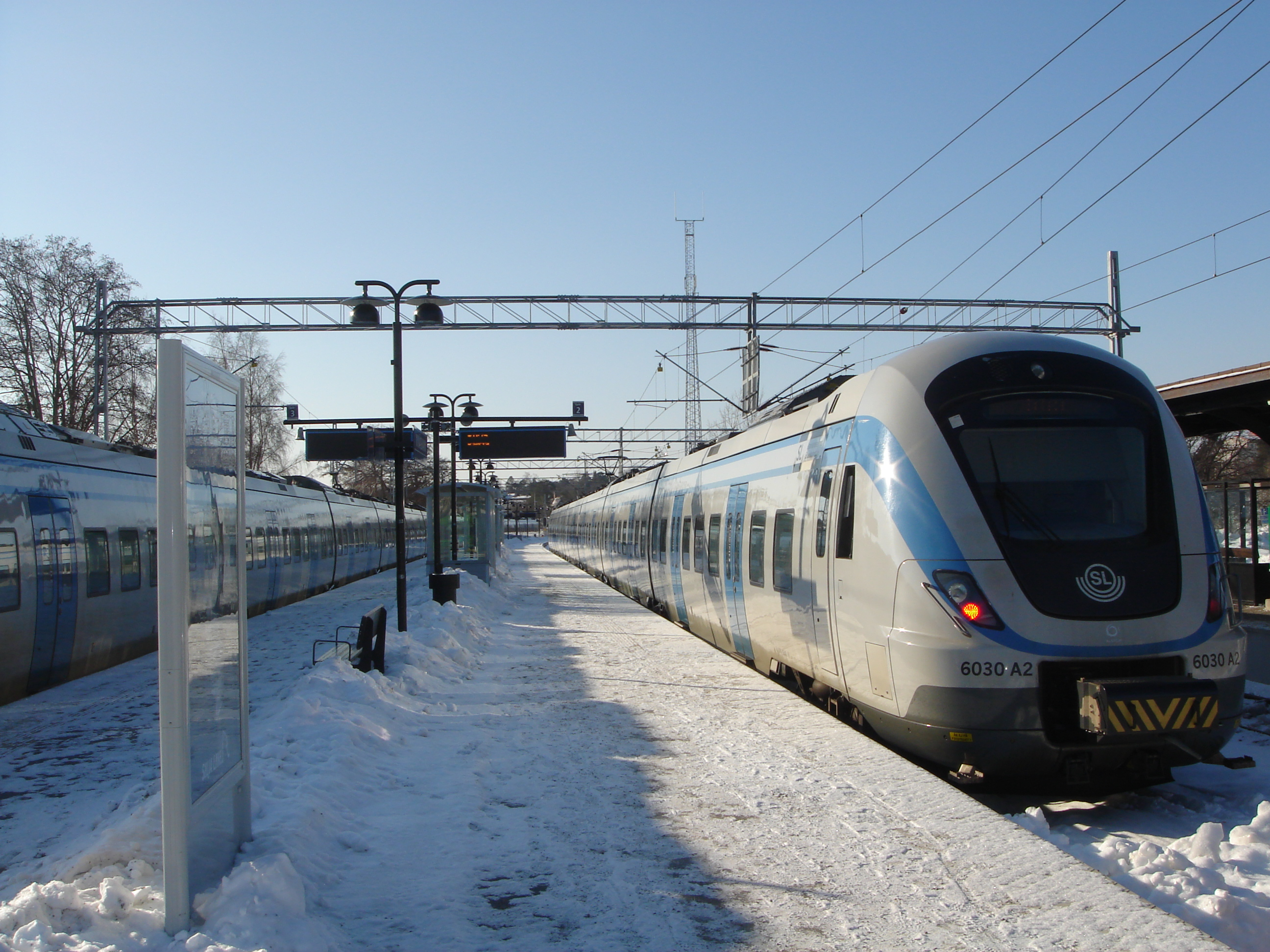
Nynäshamn

## Stationer
| Stationsnamn             | Funktionstid     | Kommentar |
| ------------------------ | ---------------- | --- |
| Älvsjö                   | 1901–            | Tidigare stavning: Elfsjö |
| Högdalen                 | 1929–1948        | |
| Fagersjö                 | 1901–1963        | |
| Farsta                   | 1960–1973        | |
| Farsta strand            | 1901–            | Hette Södertörns villastad till 1989. Bytespunkt med Stockholms tunnelbana.                                                                         |
| Forsen                   | 1929–1963        | |
| Trångsund                | 1901–            | |
| Skogås                   | 1932–            | |
| Drevviken                | 1901–1973        | |
| Vega                     | 1929–1973, 2019– | Stationen lades ned 1973 när pendeltågstrafik påbörjades och återinvigdes 2019.                                                                     |
| Handen                   | 1901–            | Hette ursprungligen Österhaninge. Mellan 1989 och 2006 gick stationen under namnet Haninge centrum.                                                 |
| Jordbro                  | 1901–            | |
| Västerhaninge            | 1901–            | Tidigare stavning var Westerhaninge |
| Nedersta                 | 1931–1980        | Flyttad 100 meter söderut 1973. Ersatt av Krigslida 1980                                                                                            |
| Krigslida                | 1980–            | Ersatte från sommaren 1980 Nedersta, som låg 600 meter längre norrut                                                                                |
| Tungelsta                | 1901–            | |
| Hemfosa                  | 1901–            | |
| Segersäng                | 1901–            | Hette Sorunda till 1917 |
| Ösmo                     | 1901–            | |
| Älgviken                 | 1901–1967        | Nedlagd sedan 1967 men stationshuset finns kvar i delvis ombyggt skick som privatbostad.                                                            |
| Nynäsgård                | 1901–            | Hette Kullsta till 1916 |
| Gröndalsviken            | 2008–            | Ersatte Nynäs havsbad hösten 2008 |
| Nynäs havsbad            | 1902–2008        | Hette Nynäs övre till 1907. Ersatt 2008 av Gröndalsviken.                                                                                           |
| Nynäshamn                | 1901–            | |
| Nynäshamns färjeterminal | 1901–2007        | Stationen lades ned i juli 2007 i samband med att arbetet med förlängning av plattformar påbörjades. Hette ursprungligen Nynäshamns Ångbåtsstation. |